# Minksia
Minksia is een geslacht van schimmels in de orde Arthoniales. De familie is nog niet met zekerheid bepaald (Incertae sedis). Het lectotype is Minksia caesiella.

## Soorten
Volgens Index Fungorum telt het geslacht zes soorten (peildatum april 2022):
| Soortnaam           | Auteur(s)                     | Publicatiejaar |
| ------------------- | ----------------------------- | -------------- |
| Minksia alba        | Makhija & Patw.               | 1988           |
| Minksia caesiella   | Müll. Arg.                    | 1882           |
| Minksia candida     | Müll. Arg.                    | 1882           |
| Minksia chilena     | (C.W. Dodge) Redón & Follmann | 1972           |
| Minksia irregularis | (Müll. Arg.) Müll. Arg.       | 1895           |
| Minksia saxicola    | J. Hedrick                    | 1942           |